# لوالوآ-پره
شهر لُوالوآ-پره (به فرانسوی: Levallois-Perret) در شهرستان او-دو-سن در ناحیه ایل-دو-فرانس با جمعیت ۶۳٬۴۶۲ نفر در کشور فرانسه واقع شده‌است.